# Florina Jipa
Florina Ruxandra Jipa (n. 3 iunie 1944, orașul Câmpulung Muscel, județul Argeș) este un politician român, membru al Parlamentului României; căsătorită cu un copil. A îndeplinit diferite funcții academice iar în perioada 1997 - 2000 a fost judecătoare la Tribunalul București. În legislatura 2000-2004, Florina Jipa a fost aleasă deputat pe listele Partidul România Mare și a fost membru în grupurile parlamentare de prietenie cu Regatul Suediei și Republica Cehă. În legislatura 2004-2008, Florina Jipa a fost aleasă pe listele Partidul România Mare dar în septembrie 2008 a trecut la PSD. În cadrul activității sale parlamentare în legislatura 2004-2008, Florina Jipa fost membru în grupurile parlamentare de prietenie cu Republica Belarus, Republica Costa Rica, Republica Arabă Siriană, Republica Croatia, Statul Israel și Republica Estonia. În legislatura 2008-2012, Florina Jipa a fost aleasă ca senator pe listele PP-DD, a trecut la UNPR în perioada decembrie 2013 - mai 2016, iar apoi a fost deputat independent. În cadrul activității sale parlamentare în legislatura 2012-2016, Florina Jipa fost membru în grupurile parlamentare de prietenie cu Republica Finlanda și Republica Panama. 